# Molières-sur-Cèze
Molières-sur-Cèze là một xã trong vùng Occitanie. Xã Molières-sur-Cèze nằm ở khu vực có độ cao trung bình mét trên mực nước biển.